# Euacasta tabachniki
Euacasta tabachniki is een zeepokkensoort uit de familie van de Archaeobalanidae.